# レノン (小惑星)
レノン (4147 Lennon) は小惑星帯に位置する小惑星。1983年1月12日、ローウェル天文台のブライアン・スキッフによって発見された。
ビートルズのメンバー、ジョン・レノンに因んで命名された。